# Hans Scheib (Bildhauer)

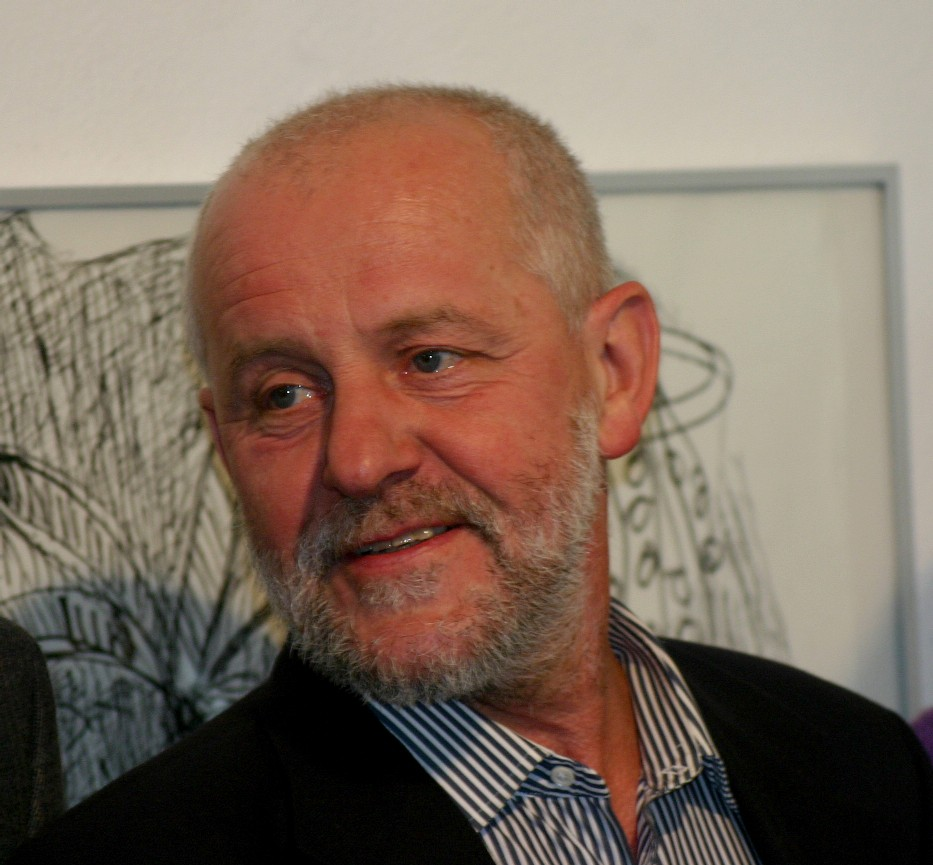
Hans Scheib, 2012

Hans Scheib (* 10. Juni 1949 in Potsdam) ist ein deutscher Bildhauer und Grafiker.

## Leben
Scheib absolvierte von 1966 bis 1969 eine Lehre als Schriftsetzer. Von 1971 bis 1976 studierte er bei Walter Arnold an der Hochschule für Bildende Künste in Dresden. Seitdem arbeitet er als freischaffender Künstler, bis zur Übersiedlung nach Westberlin 1985 in Berlin-Prenzlauer Berg.

## Werk
Hans Scheibs Werk umfasst vor allem Holzskulpturen, die häufig farbig gefasst sind. Stilistisch lassen sich Einflüsse des Expressionismus erkennen, insbesondere in Anlehnung an die farbige Holzbildhauerei der Künstlergruppe Brücke. Die Werke haben zudem Bezüge zur Tradition der gotischen Holzbildhauerei.

## Ausstellungen (unvollständig)

### Einzelausstellungen
- 1978 Galerie Mitte, Berlin
- 1986/87 Haus am Waldsee, Berlin; Mannheim; Wilhelmshaven; Amsterdam
- 1987 Galerie Niepel, Düsseldorf
- 1988 Galerie Poll, Berlin; Kunstverein, Mannheim
- 1989 Galerie Poll, Berlin; Goethe-Institut, Paris; Galerie Niepel, Düsseldorf
- 1990 Kunstförderverein Weinheim; Galerie am Friedrichsplatz, Mannheim
- 1991 Gerhard-Marcks-Haus, Bremen; Gedächtnisort Museum, Delmenhorst; Kunstverein Weissensee, Berlin (mit Sabina Grzimek)
- 1992 Galerie Poll, Berlin; Kunstverein, Grünzen
- 1993 Galerie Mutter Fourage, Berlin-Wannsee
- 1993/94 Kloster Unsere Lieben Frauen, Magdeburg; Kunstamt Wedding, Berlin; Galerie Rose, Hamburg
- 1994 Galerie Brockstedt, Hamburg
- 1995 Galerie Poll, Berlin; Carré Sainte Anne, Montpelliere; Galerie Kasten, Mannheim
- 1997 Galerie Kasten, Mannheim
- 1998 Stadtmuseum Goehre, Jena; Schleswig-Holstein-Haus, Schwerin
- 1999 Märkischen Museum, Witten
- 2000 Forum Box, Helsinki (Finnland)
- 2001 Kunsthalle Darmstadt; Galerie TSM, Tbilisi (Georgien); Galerie Kasten, Mannheim; Galerie Hofmann + Kyrath, Berlin; Galerie Bauscher, Potsdam; Deutsche Forschungsgemeinschaft Bonn, Bad Godesberg
- 2003 Album Galerie am Savignyplatz, Berlin
- 2004 Galerie im Turm, Berlin; Galerie Kasten, Mannheim
- 2005 Stadtmuseum Bautzen; Galerie Brockstedt/Berlin; Galerie Mutter Fourage, Berlin
- 2006 Albergo San Lorenzo, Mostre d'arte, Poppi (Italien)
- 2007 TU Berlin – Mathematische Fachbibliothek; Comptoir-Kunstmagazin, Städtische Galerie Sonneberg; Galerie Kasten, Mannheim; KunstRaum Bernusstr., Frankfurt/M.; Hippos, Max-Delbrück-Centrum, Berlin-Buch; „Reigen-Bronzen und Holzskulpturen“, Galerie CP Wiesbaden
- 2008 Galerie Brockstedt, Berlin; Dom der Französischen Gemeinde, Berlin; Galerie Kunstgiesserei Flierl, KunstRaum Bernusstraße, Frankfurt/M.; Galerie Beyer, Dresden
- 2009 Galerie Kasten, Mannheim
- 2010 Galerie Holbein 4, Hannover; Galerie arsprototo, Erlangen
- 2013 Nah und Fern (mit Sigrid Nienstedt), Galerie Hovestadt, Nottuln
- 2016 Malerei und Skulptur: Zwei Freunde stellen zusammen aus (mit Michel Meyer), Galerie Zulauf, Freinsheim
- 2018 Spiel, Symbol und Fest, Ausstellung von Plastiken im Rahmen des 6. Pirnaer Skulpturensommers in den Bastionen von Schloss Sonnenstein sowie eine Ausstellung von Grafiken im Stadtmuseum von Pirna
- 2020 Galerie Schmalfuss Berlin mit Franziska Schwarzbach
- 2022 Galerie Schmalfuss Berlin mit Andreas Homberg
- 2023 Wustrow, Kunstscheune Barnsdorf (mit Malte Brekenfeld und Anna Franziska Schwarzbach)[1]

### Teilnahme an Gruppenausstellungen

#### Zentrale und wichtige regionale Ausstellungen in der DDR
- 1978: Frankfurt/Oder, Galerie Junge Kunst („Junge Künstler der DDR“)
- 1978: Berlin, Galerie am Prater („Berliner Grafik VI“)
- 1979: Berlin und weitere Städte („100 ausgewählte Grafiken“)
- 1979 und 1983: Berlin, Bezirkskunstausstellungen
- 1980: Berlin, Treptower Park („Plastik und Blumen“)

#### Seit der deutschen Wiedervereinigung
- 2002 Sommergärten, mit Christiane Latendorf, Kurt Wanski und Peppe d'Angelo; Galerie Hofmann & Kyrath, Berlin
- 2011 Realismus als Methode – Sechs Berliner Bildhauer, mit Fritz Cremer, Sabina Grzimek, Waldemar Grzimek, Emerita Pansowová und Genni/Jenny Mucchi-Wiegmann, Galerie Poll, Berlin
- 2012 Neue Skulpturen, Galerie Cerny + Partner, Wiesbaden
- 2013 Accrochage, mit Isa Dahl, Hans-Jürgen Diehl, Thomas Duttenhoefer, Jürgen Klück, Ingo Kühl, Hermann-Josef Kuhna, Sala Lieber, Sigrid Nienstedt, Dieter van Offern, Stefan Pietryga, Bernd Pöppelmann, Lars Reiffers, Stefan Rosendahl, Arno C. Schmetjen, Gan-Erdene Tsend, Daniel Wagenblast, Erhard Wilde und Wulf Winckelmann, Galerie Hovestadt, Nottuln
- 2014 Am Anfang war das Spiel, Themenschau, Künstlerverein Walkmühle e. V., Wiesbaden

## Auszeichnungen
- 1995 Kunstförderpreis der Akademie der Künste, Berlin; 1. Preis beim Wettbewerb „Denkmal für die ermordeten Juden Europas“" zusammen mit Hela Rolfs, Christine Jackob-Marks und Reinhard Stangl
- 2001 Mitglied der Freien Akademie der Künste, Hamburg
- 2004 Studienaufenthalt in der Villa Romana, Florenz (Italien) und Werkstatt in Tbilisi (Georgien)
- 2005 Bautzener Kunstpreis; 2. Int. Biennale, Beijing (China)
- 2006 Pirosmanis Tisch, Tbilisi (Georgien)
- 2007 Visiting Artist, Oberlin College, Oberlin, Ohio (USA)
- 2014 Egmont-Schaefer-Preis

## Galerie

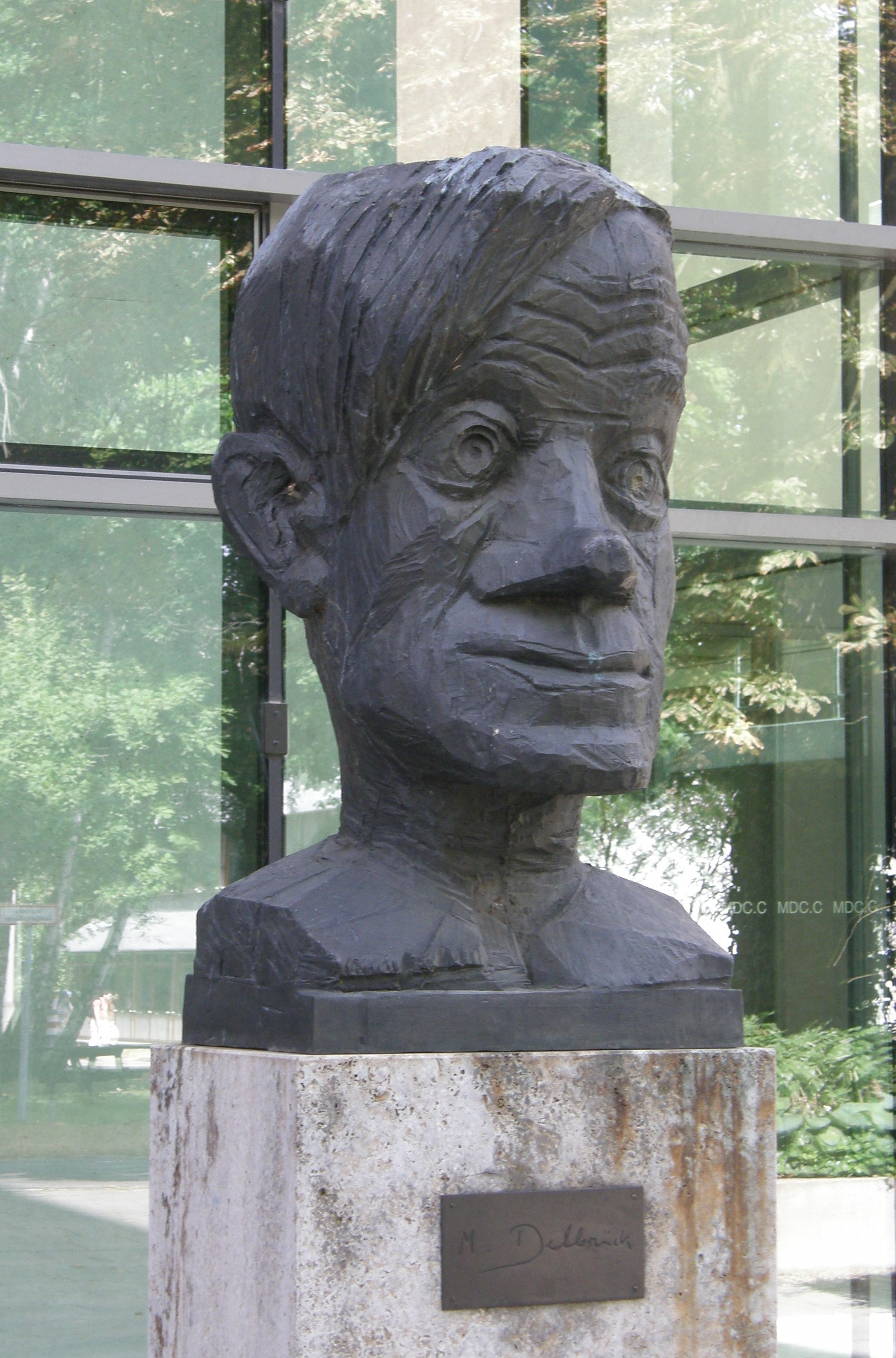
Büste Max Delbrück
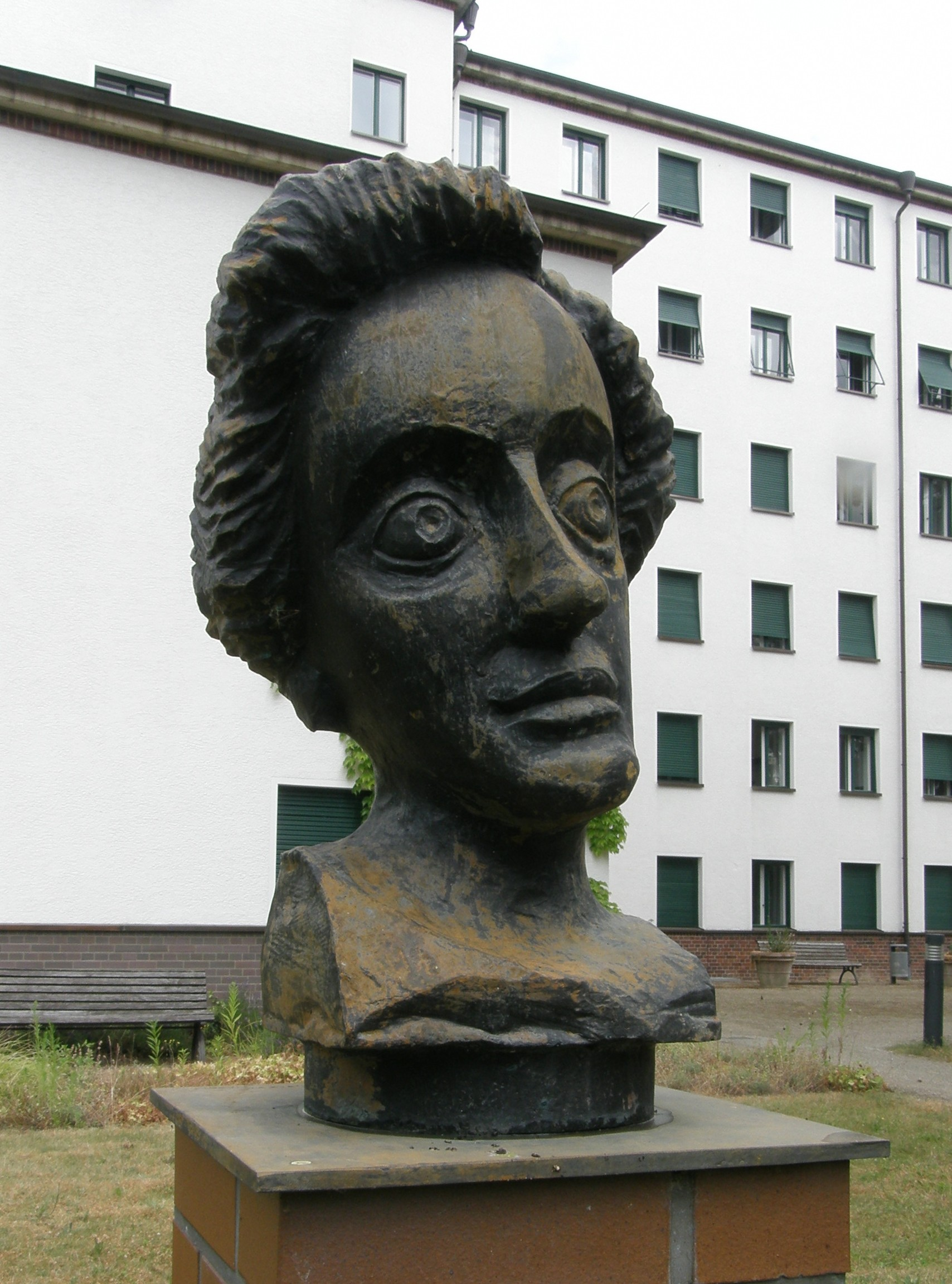
Büste Cécile Vogt
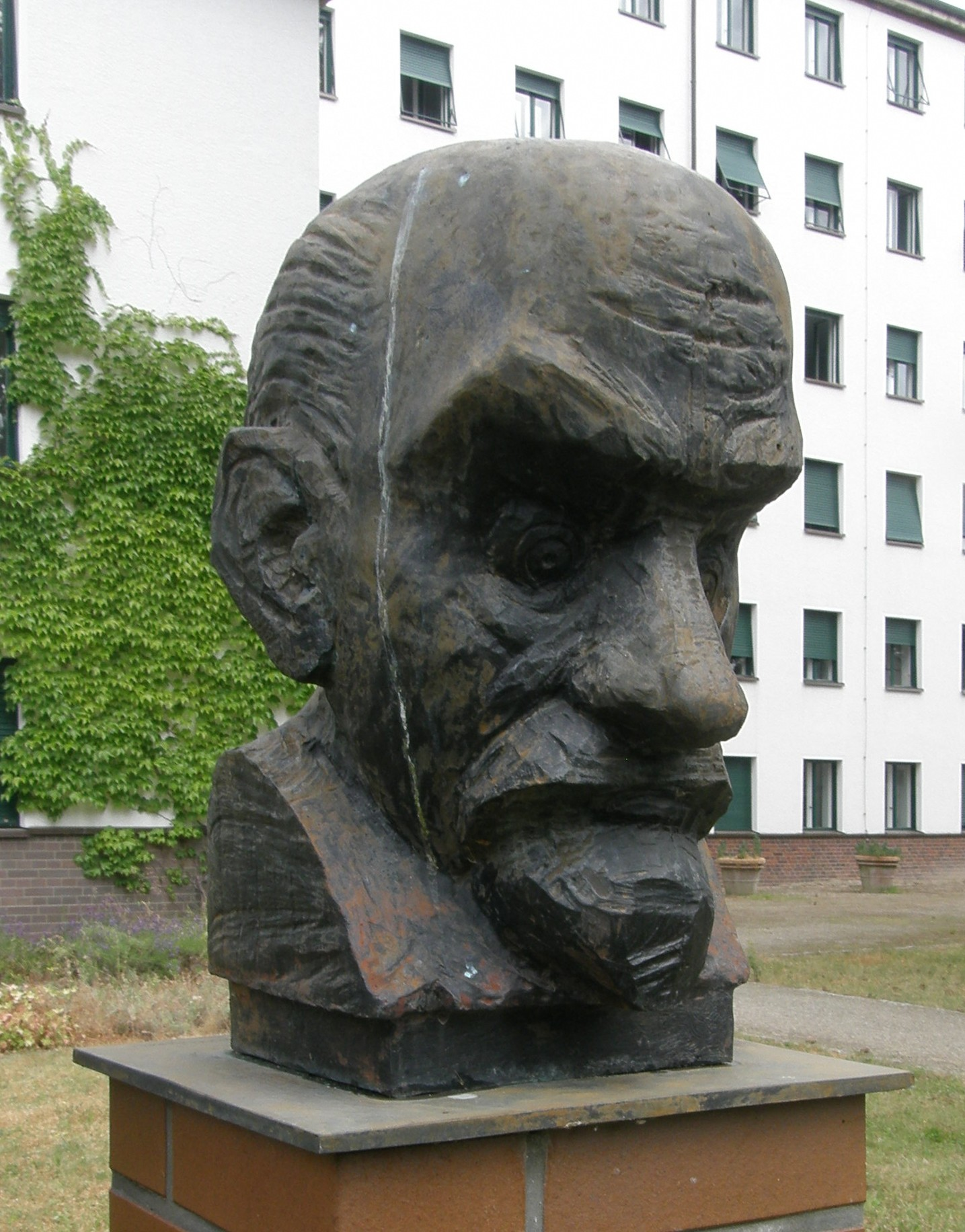
Büste Oskar Vogt
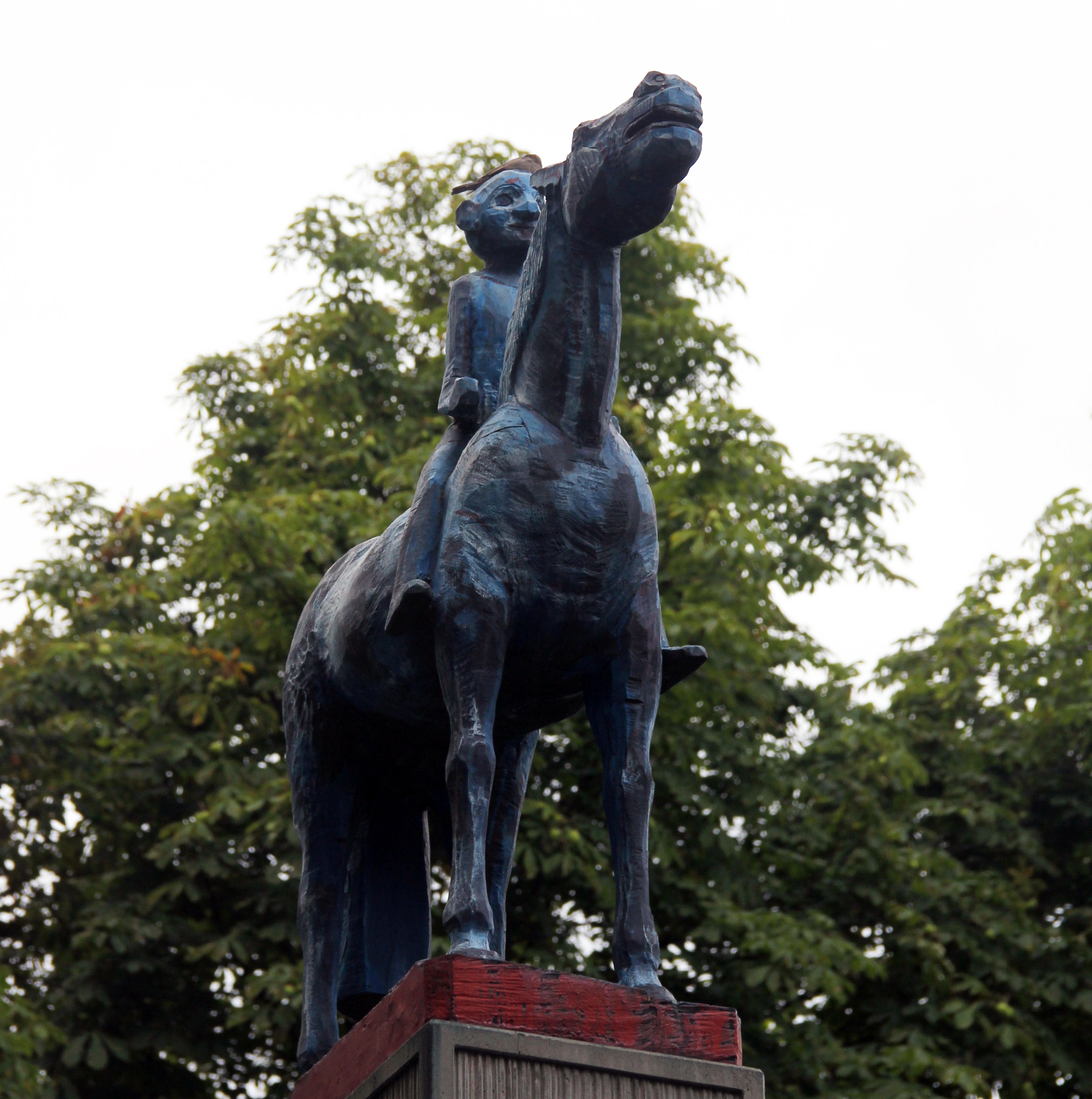
Kreuzberger Reiter (2004)

## Museen und öffentliche Sammlungen mit Werken Scheibs
- Deutsches Historisches Museum, Berlin
- Museum Junge Kunst, Frankfurt (Oder)
- Skulpturensammlung Dresden und Sächsischer Kunstfonds[2]
- Grassimuseum, Leipzig
- Berlinische Galerie, Berlin[3]
- Kunsthalle Mannheim, Mannheim
- Märkisches Museum, Witten
- Museum Ludwig, Aachen
- Neue Nationalgalerie, Berlin[4]
- National Museum of China, Peking
- Sammlung Deutscher Bundestag, Artothek, Berlin: Frau im roten Kleid, Skulptur, Holz/Farbe, 2003, Ankauf 2010[5]
- Stiftung Haus der Geschichte der Bundesrepublik Deutschland, Bonn: Der Trommler, Skulptur, Holz/Farbe, 2009[6]
- Museum für aktuelle Kunst – Sammlung Hurrle, Durbach
- Kunstsammlung Heinrich, Maulbronn[7]

## Schriften
- Hans Scheib – Kalte Nadel. Radierungen 1977–2004. DruckVerlag Kettler, 2008, ISBN 978-3-939825-96-8.
- Mit Wolfgang Zemte (Hrsg.): Hans Scheib – Figur. Edition Rothes Haus, 1999, ISBN 3-933495-02-4.
- Hans Scheib – Bronzen. Edition Rothes Haus, Schwetzingen 1999, ISBN 3-933495-03-2.
- Mimesis, Hans Scheib, Bronzen WVZ 1986–2012, Hrsg. Galerie Cerny + Partner Wiesbaden, Kerber Verlag Bielefeld, 2013
- Spiel, Symbol und Fest, Holzskulpturen 1977–2013, Hrsg. Museum für aktuelle Kunst, Sammlung Hurrle Durbach